# Grabow (Möckern)
Grabow è dal 1º gennaio 2010 una frazione di Möckern dopo essere stato in precedenza un comune tedesco autonomo di 715 abitanti, situato nel land della Sassonia-Anhalt.